# Assamstadt
Assamstadt là một xã ở huyện Main-Tauber ở bang Baden-Württemberg thuộc nước Đức. Đô thị này có diện tích 17,2 km², dân số thời điểm 31 tháng 12 năm 2006 là 2095 người. Assamstadt nổi tiếng với carnival.